# Augusto Akio
Augusto Akio Takahashi dos Santos (ur. 12 grudnia 2000 w Kurytybie) – brazylijski skater, brązowy medalista olimpijski z Paryża 2024, wicemistrz świata.
Pochodzi z rodziny japońskich imigrantów, należąc do drugiego pokolenia urodzonego w Brazylii.

## Udział w zawodach międzynarodowych
| Impreza              | Rok         | Miejsce   | Wyniki |
| Impreza              | Rok         | Miejsce   | park   |
| -------------------- | ----------- | --------- | ------ |
| Igrzyska olimpijskie | 2024        | Paryż     | brąz   |
| Mistrzostwa świata   | 2019        | São Paulo | 36     |
| Mistrzostwa świata   | 2022 (2023) | Szardża   | srebro |
| Mistrzostwa świata   | 2023        | Rzym      | 5      |